# Compostador
Un compostador és un recipient o dipòsit amb les característiques adequades per realitzar la pràctica del compostatge, és a dir, la transformació dels residus orgànics en compost, a nivell domèstic.
Al mercat existeixen nombrosos models de diferents capacitats i formes. Normalment estan fabricats en plàstic, però també n'hi ha de fusta i fins i tot metàl·lics. Els de plàstic són els més barats, no són biodegradables però es deterioren per la llum UV que les fa fràgils.

## Tipus de compostadors
El compostador "ideal" és aquell que pot deixar-se a la intempèrie sense que es deteriori, fàcilment manipulable i accessible per la seva part superior per dipositar les restes orgàniques, i per la part inferior o el lateral sencer per a l'extracció del producte final, el compost. Per 

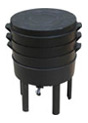
Vermicompostadorgils Can-O-Worms.

optimitzar el procés de compostatge, ha de garantir un sistema d'aïllament tèrmic amb unes parets dures i resistents, i la suficient ventilació.
Hi ha diversos tipus de compostador, en funció de l'ús i del lloc:
- Compostador urbà o vermicompostador: és un sistema desenvolupat per reciclar, amb l'ajuda de cucs vermells, restes vegetals de cuina en espaists reduïts. Ideal per al compostatge en ciutats. Es pot tenir dins de casa, al balcó o a la terrassa. Sempre a l'ombra.
- Compostador de jardí: dipòsit amb base o sense, que s'instal·la directament sobre la terra, al jardí o a l'hort.

## Compostatge domèstic en un compostador
Es pot fer compost fora d'un compostador, com s'ha fet tota la vida als femers, però el més comú és no disposar de tant terreny com necessiten alguns sistemes de compostatge, com ara les piles escampades.

En un compostador, el compost estarà molt més resguardat de les inclemències del temps (sol, pluja, vent) i no es ressecarà ni s'humitejarà massa; per tant, no caldrà prestar-li una atenció ni dedicació especials i, per tot això, el procés serà 

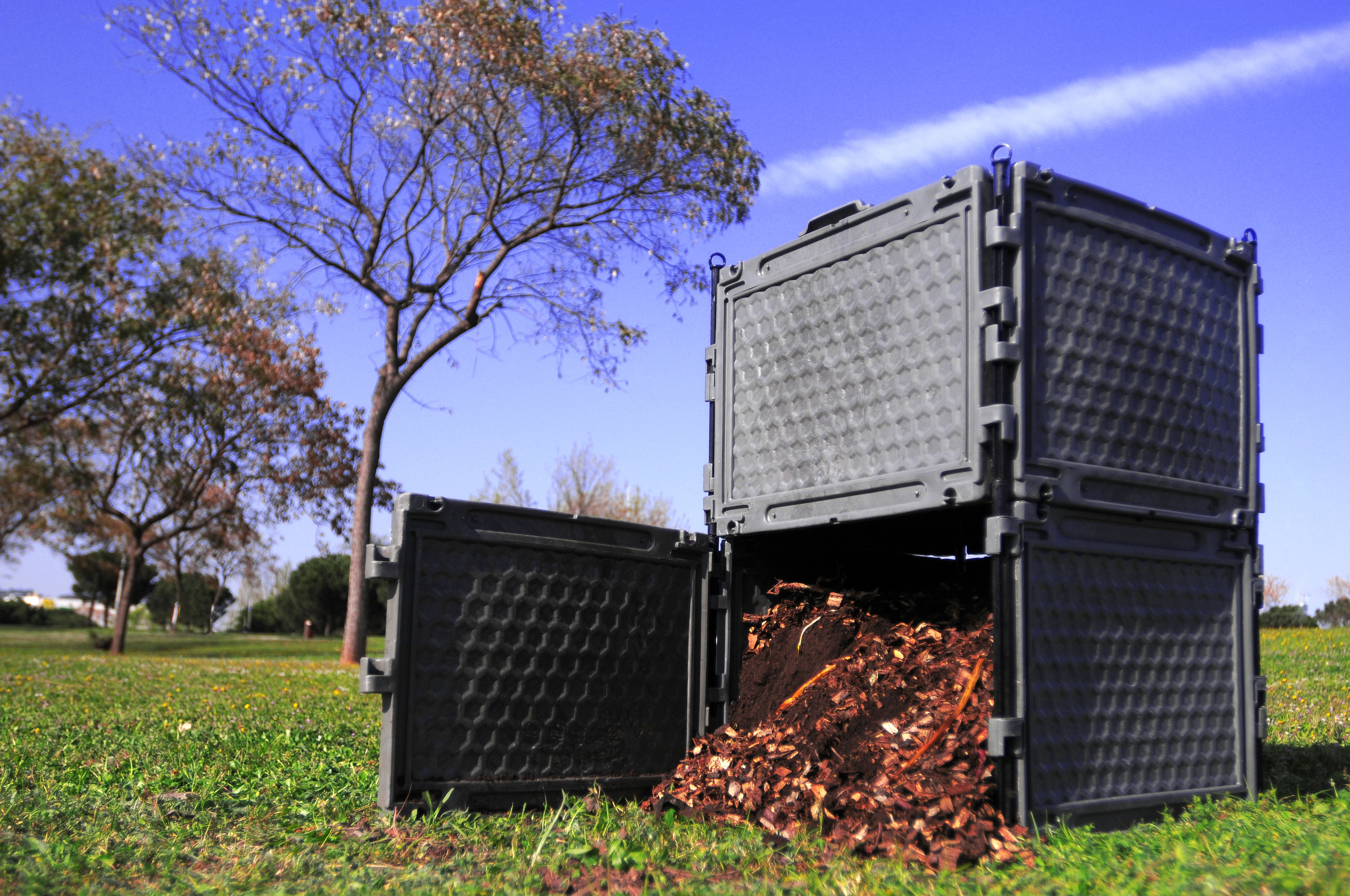
Compostadores fets amb RSU.

3 o 4 vegades més ràpid. A més, no s'haurà de malbaratar aigua per regar-lo quan estigui sec i visualment no causarà cap impacte als membres de la família més primmirats, que no volen veure tants organismes en activitat constant. D'altra banda, el compostador pot instal·lar-se a qualsevol lloc, sense que pugui molestar els veïns.
El procés de descomposició de les restes vegetals dins d'un compostador desprèn una olor característica i agradable que podem percebre quan obrim el compostador per aportar noves restes o remoure. Recorda l'olor que fa el bosc humit. Això es deu a les característiques tècniques dels compostadors de qualitat i a que els milions d'organismes que s'alimenten de les restes que es dipositen en el compostador no permeten que passi gaire temps abans de transformar-les en compost.
Si es barregen les restes de tant en tant—una vegada per setmana—, no apareixeran insectes molestos, com un excés de mosquetes de la fruita, per exemple. De totes maneres, aquests organismes també ajudaran en el procés de compostatge i, en tot cas, la seva presència sempre estarà limitada a l'interior del compostador.
Posat el cas que apareguin formigues, això indicarà que han tingut setmanes per construir el niu perquè no s'ha remenat prou. La solució serà remoure bé les restes.
Els llimacs o altres organismes, que abans es menjaven les plantes, ara les deixaran de banda per anar cap al compostador; per tant, serviran per menjar-se les restes vegetals i no les flors del jardí.
Els animals, com gossos, gats o ratolins, no poden entrar en el compostador, ja que es tracta d'un recipient tancat dissenyat per evitar que hi puguin entrar. És menester posar-lo en una superfície plana que no deixa escletxes per sota.